# Ursus arctos pruinosus
L'orso azzurro tibetano (Ursus arctos pruinosus Blyth, 1854) è una sottospecie di orso bruno che vive nell'altopiano tibetano orientale. È noto anche come orso azzurro himalayano, orso delle nevi himalayano, orso bruno tibetano o orso cavallo. In tibetano è conosciuto come Dom gyamuk.
Essendo una tra le sottospecie di orso più rare del mondo, l'orso azzurro è stato raramente avvistato in natura e in Occidente è noto solamente a partire da un piccolo numero di pellicce e da campioni di ossa. È stato classificato per la prima volta nel 1854.

## Tassonomia
Talvolta viene classificato come membro della stessa sottospecie dell'orso azzurro tibetano anche l'orso bruno del Gobi; questa classificazione si basa su alcune somiglianze morfologiche e si crede che gli orsi del Gobi, abitatori del deserto, rappresentino una popolazione relitta di orso azzurro. A volte l'orso del Gobi, che ricorda altri orsi bruni asiatici, viene classificato come sottospecie a sé stante.

## Descrizione
Gli orsi azzurri tibetani sono neri, spesso con una sfumatura di blu da cui deriva il nome. Spesso hanno un colletto e un petto beige. È comune che il loro viso sia di un giallo rossastro. I giovani orsi sono generalmente di colore più chiaro. Un maschio adulto è lungo da 1.80 a 2.13 m. La sua larghezza delle spalle è di circa 1.20 m.

## Distribuzione
Storicamente si trova principalmente sull'altopiano tibetano orientale alpino (da 4.500 a 5.000 metri), nel Tibet orientale, Cina occidentale, Nepal e occasionalmente in Bhutan. Gli orsi rimasti in natura sembrano essere confinati nel Tibet orientale e in Bhutan. Un avvistamento è stato segnalato sull'altopiano settentrionale vicino al confine storico tra Tibet e Cina nel 2013. Un ulteriore avvistamento confermato è stato effettuato in una remota valle nel Tibet orientale nel giugno 2019.

## Conservazione

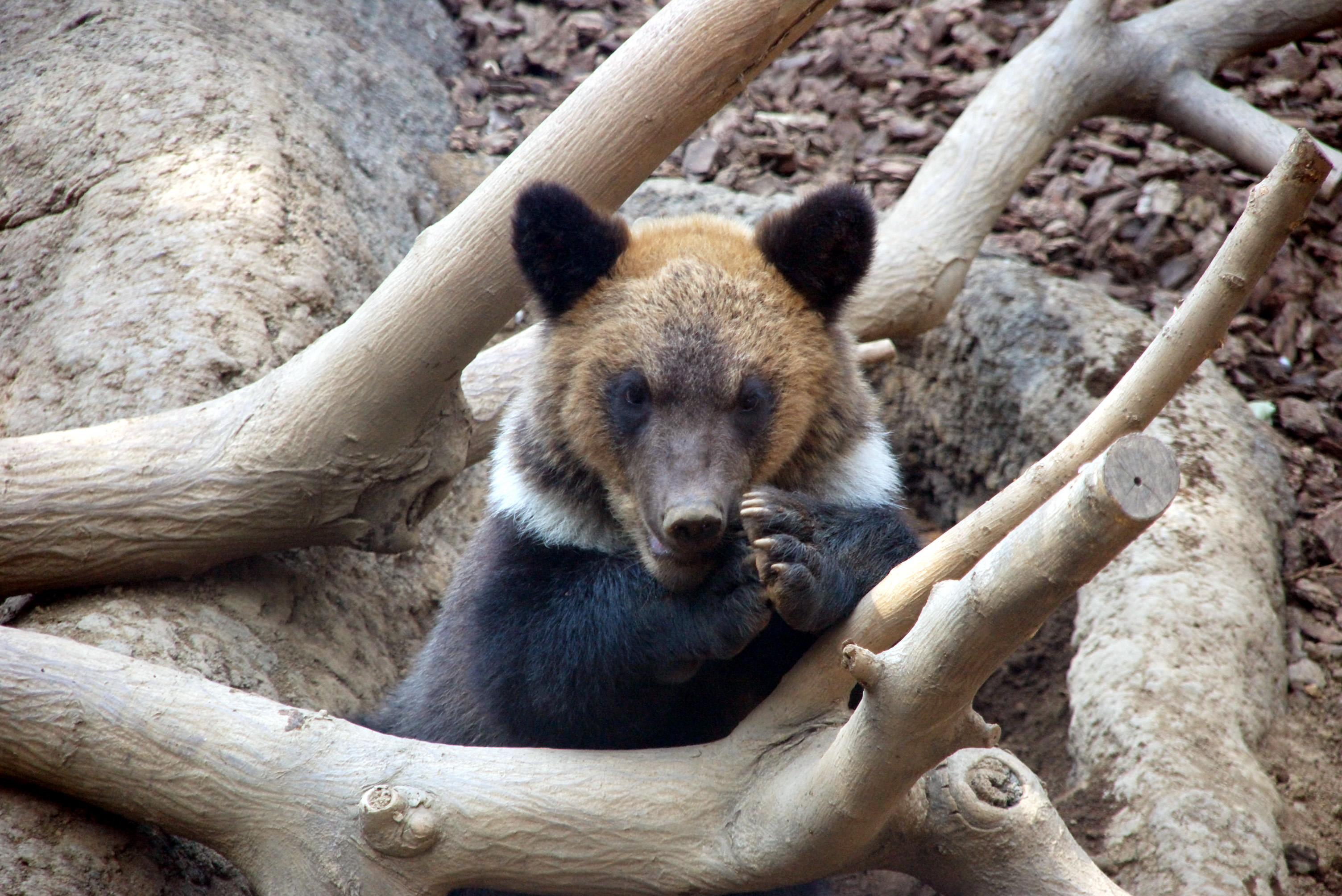

L'esatto status di conservazione di questo orso è sconosciuto, a causa delle scarse informazioni. Negli Stati Uniti il suo commercio o di prodotti realizzati con esso è vietato dall'Endangered Species Act. È inoltre classificato come specie protetta nell'Appendice I della Convenzione sul Commercio Internazionale delle Specie Minacciate (CITES). È minacciato dall'utilizzo di bile di orso nella medicina cinese tradizionale e dall'invasione umana nel suo ambiente.

## Collegamento con lo Yeti
L'orso azzurro è famoso per aver suggerito una tra le probabili spiegazioni agli avvistamenti associati alla leggenda dello yeti. Una spedizione del 1960 alla ricerca di prove sull'esistenza dello yeti, condotta da Sir Edmund Hillary, ritornò con due frammenti di pellicce che erano ritenute dai locali «pellicce di yeti», ma che successivamente furono identificati come provenienti da un orso azzurro. Nonostante sia improbabile che l'orso azzurro viva generalmente sugli elevati picchi montuosi e sui pendii innevati dove secondo le leggende vivrebbe lo yeti, è possibile che alcuni esemplari possano essere stati avvistati occasionalmente mentre attraversavano queste regioni durante i periodi di scarsità di cibo, o in cerca di un partner. Le informazioni limitate a disposizione sulle abitudini e sull'areale dell'orso azzurro rendono comunque quest'ipotesi difficile da confermare.